# Neckers kub

Neckers kub: En kub med konturlinjer utan egentligt djup.

Neckers kub är en kognitiv optisk illusion och ett omöjligt objekt som först publicerades 1832 av den schweiziske kristallografikern Louis Albert Necker. Illusionen är ett tidigt känt exempel på underordningen tvetydiga illusioner, där den tillsammans med bland andra "den dansande siluetten" utgör tydliga exempel på en bistabil perception. 

## Bistabil perception
Neckers kub är ursprungligen en bistabil illusion, som är möjlig genom dess brist på djup. Den är ritad med konturlinjer i ett isometriskt perspektiv, vilket avser att de parallella kanterna är ritade som parallella linjer i figuren. När två linjer korsas, visar inte figuren vilken av linjerna som är ligger bakom respektive framför den andra. Detta gör bilden tvetydig och bistabil då den stadigt kan upplevas i två olika perspektiv.
Effekten är intressant beroende på att varje del av figuren är tvetydig i sig själv och det mänskliga centrala nervsystemet kan välja att perceptera figuren på två olika sätt och skapa en fungerande helhet av den bristande informationen. Neckers kub används ibland vid olika datoriserade jämförande tester av tolkningssätt mellan människans perception och datorers program.  
Människan percepterar vanligen inte en okonsekvent eller omöjlig bild i den konturbaserade bilden, utan istället en av de två möjliga perspektiven. En kub vars kanter korsas på ett omöjligt sätt är däremot ett exempel på ett omöjligt objekt, som bland annat den så kallade Reuterswärdstriangeln är ett exempel på.
På konturfiguren till vänster är det troligt att de flesta först ser ett perspektiv med den undre vänstra ytan i förgrunden. Detta beror på att vi vanligen har en benägenhet att betrakta objekt från en vy från ovan och därför med objektets topp synlig. Det andra möjliga perspektivet förutsätter också att figuren ses underifrån med figurens översida utanför synfältet.

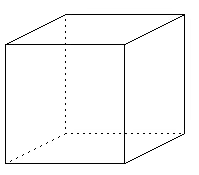
Ett möjligt perspektiv av Neckers kub
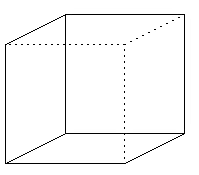
Ett annat möjligt perspektiv av kuben
Till vänster Neckers kub med transparenta sidor; till höger två kuber med opaka sidor, sedda ur olika perspektiv
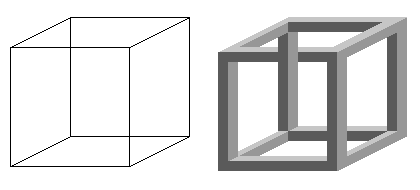
Neckers kub till vänster, omöjlig kub till höger

Genom att fokusera på olika delar av figuren är det möjligt att uppnå en stabilare perception av någon av kubens olika perspektiv. Figuren innehåller en sektion där två sidor är parallella emot betraktaren i form av en rektangel, samt en del där linjerna konverterar till en fyrkantig form genom en "y-förgrening" på de två diagonalt motsatta sidorna. Om åskådaren fokuserar på den övre "y-förgreningen", kommer den vänstra sidan att upplevas vara närmast åskådaren och om den nedre förgreningen istället ligger i ögats fokus så kommer den övre högra sidan att upplevas vara närmast (Einhauser, et al., 2004). Det är också möjligt att förändra upplevelsen genom att simultant växla ögats fokus på figurens olika delar.
Neckers kub kan sägas vara en byggsten för förståelsen för den mänskliga visuella perceptionsförmågan. Illusionen påvisar den mänskliga hjärnan att vara en del i ett neuralt nätverk, med sitt likvärdiga, bistabila uppförande. Sidney Bradford, som varit blind från 10 månaders ålder, men som återfick sin syn vid en ålder av 52, percepterar inte samma tvetydighet som andra normalseende människor gör.

## Kunskapsteori
Neckers kub används i kunskapsteorin där den utgör ett försvar emot naiv realism. Naiv realism (också känd som direkt eller sunt förnuft-realism) statuerar att det sättet som vi uppfattar världen, också är som den faktiskt ser ut. Neckers kub ser ut att motsäga denna tes då vi kan se den ena eller den andra av dessa olika perspektiv, när det i verkligheten inte finns någon kub överhuvudtaget, utan bara en tvådimensionell figur bestående av tolv linjer. Vi kan alltså fås att se något som inte egentligen finns och denna motsägelse av naiv realism, stödjer istället tesen representativ realism.
En roterande Neckers kub har använts för att demonstrera hur vår visuella perception kan anpassas till en associativ inlärning (cue recruitment).
I Richard Dawkins bok från 1982 The Extended Phenotype, tillsammans med senare upplagor av hans första bok Den själviska genen,  används en Neckers kub som en analogi för olika vägar att introducera en gencentrerad syn på evolutionen. Dawkins refererar åter till Neckers kub i boken Illusionen om Gud.